# Ventouse (fixation)
Pour les articles homonymes, voir Ventouse.

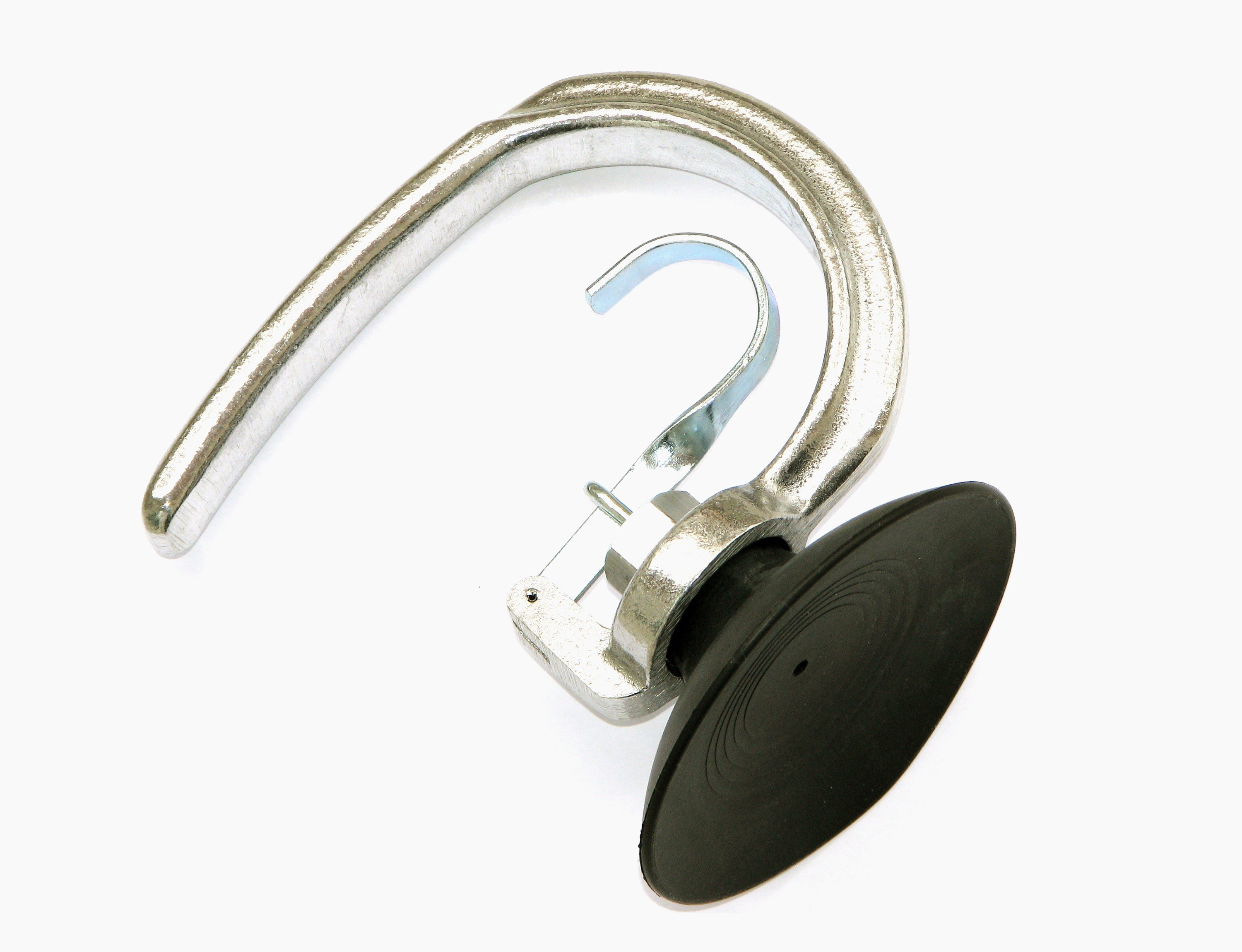
Ventouse à crochet à une tête d'aspiration.

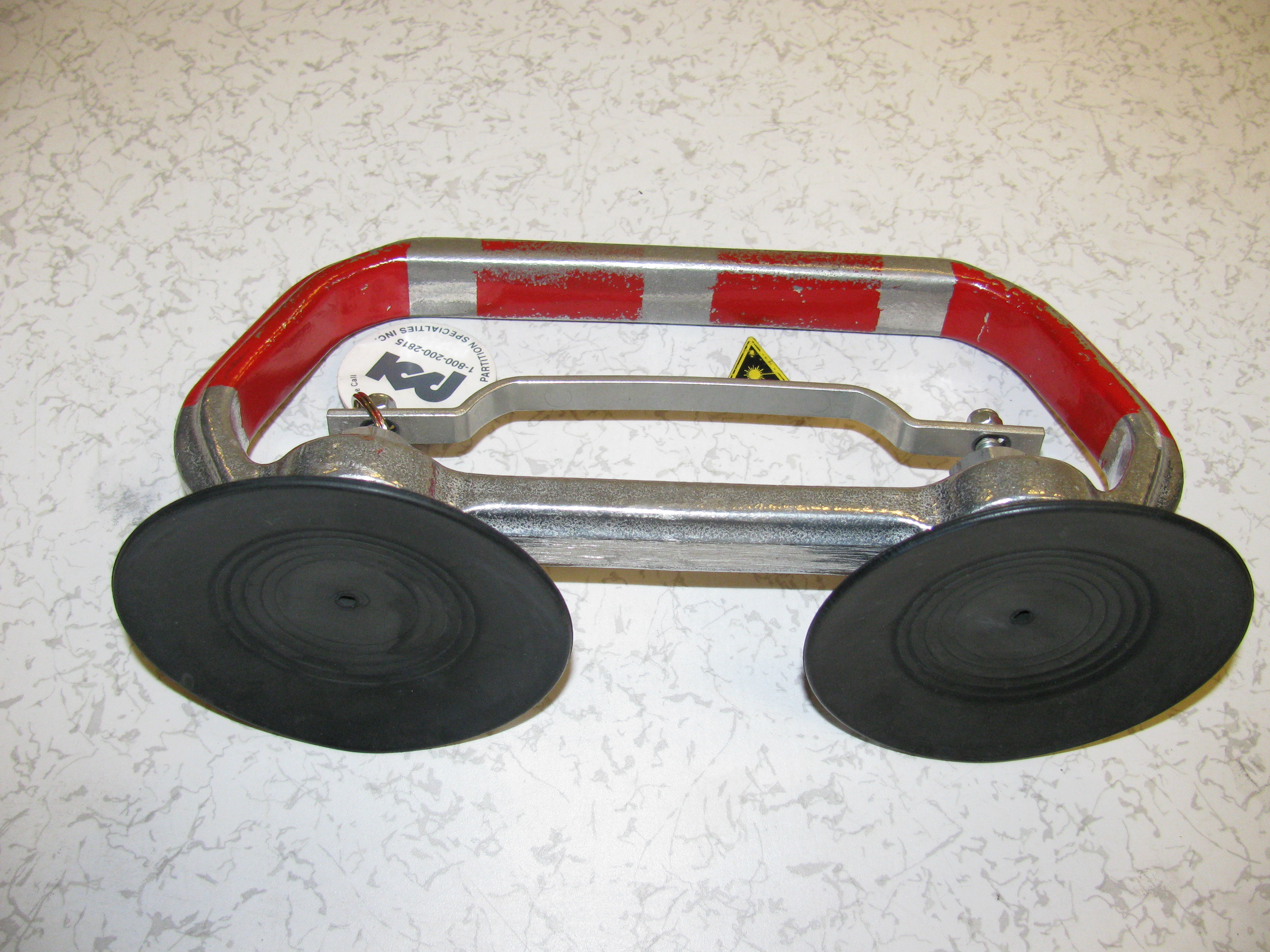
Ventouse de levage à deux disques de succion.

Une ventouse est une pièce concave souple de caoutchouc, ou d'une autre matière, qui peut adhérer à des surfaces planes et lisses grâce à la pression atmosphérique.

## Utilisation

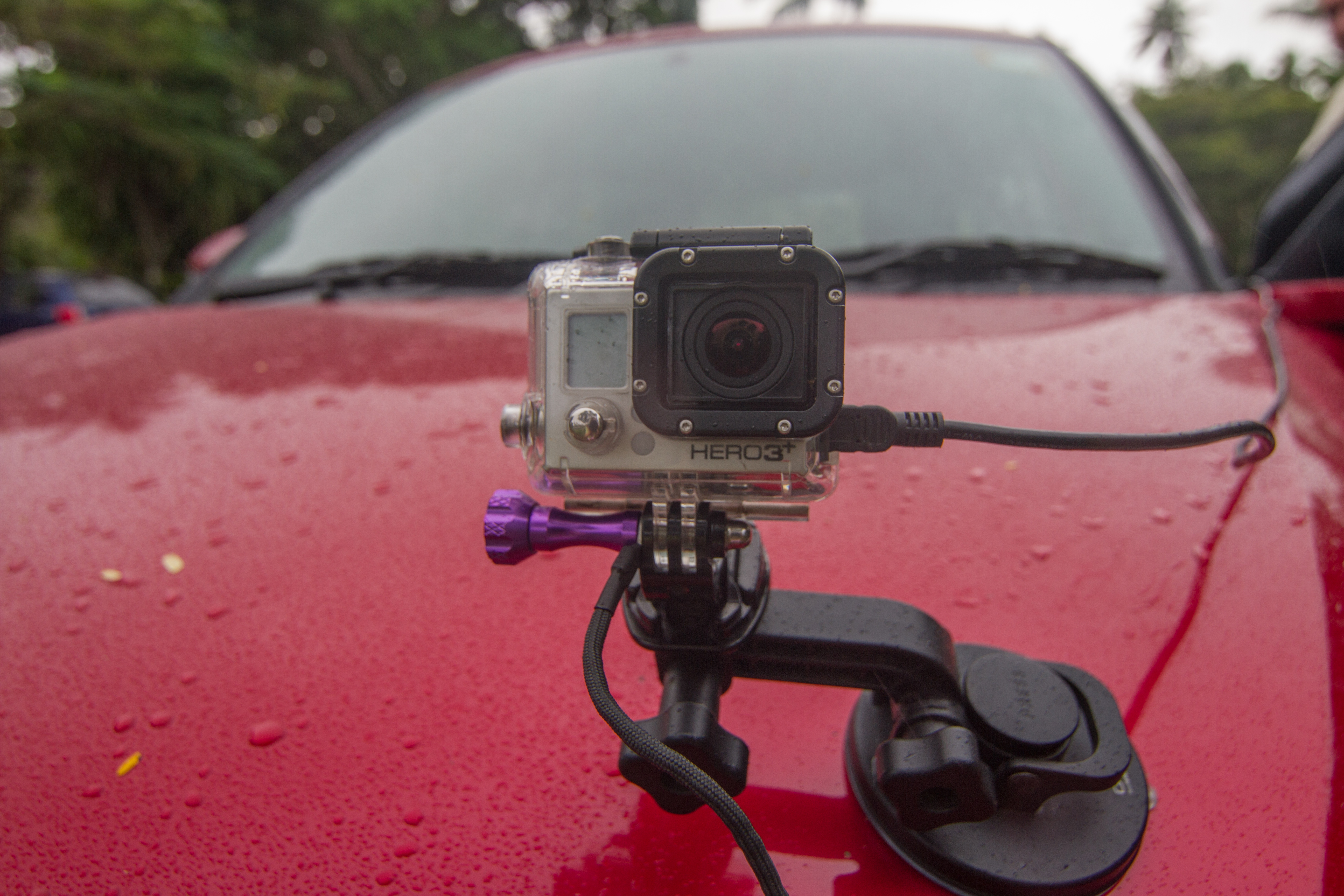
Caméra installée sur une carrosserie de voiture à l'aide d'une ventouse.

Dans un environnement domestique, la ventouse, utilisée comme dispositif de fixation, sert à accrocher de menus objets, en particulier sur les surfaces que l'on ne peut pas ou ne souhaite pas endommager avec un clou ou une vis.

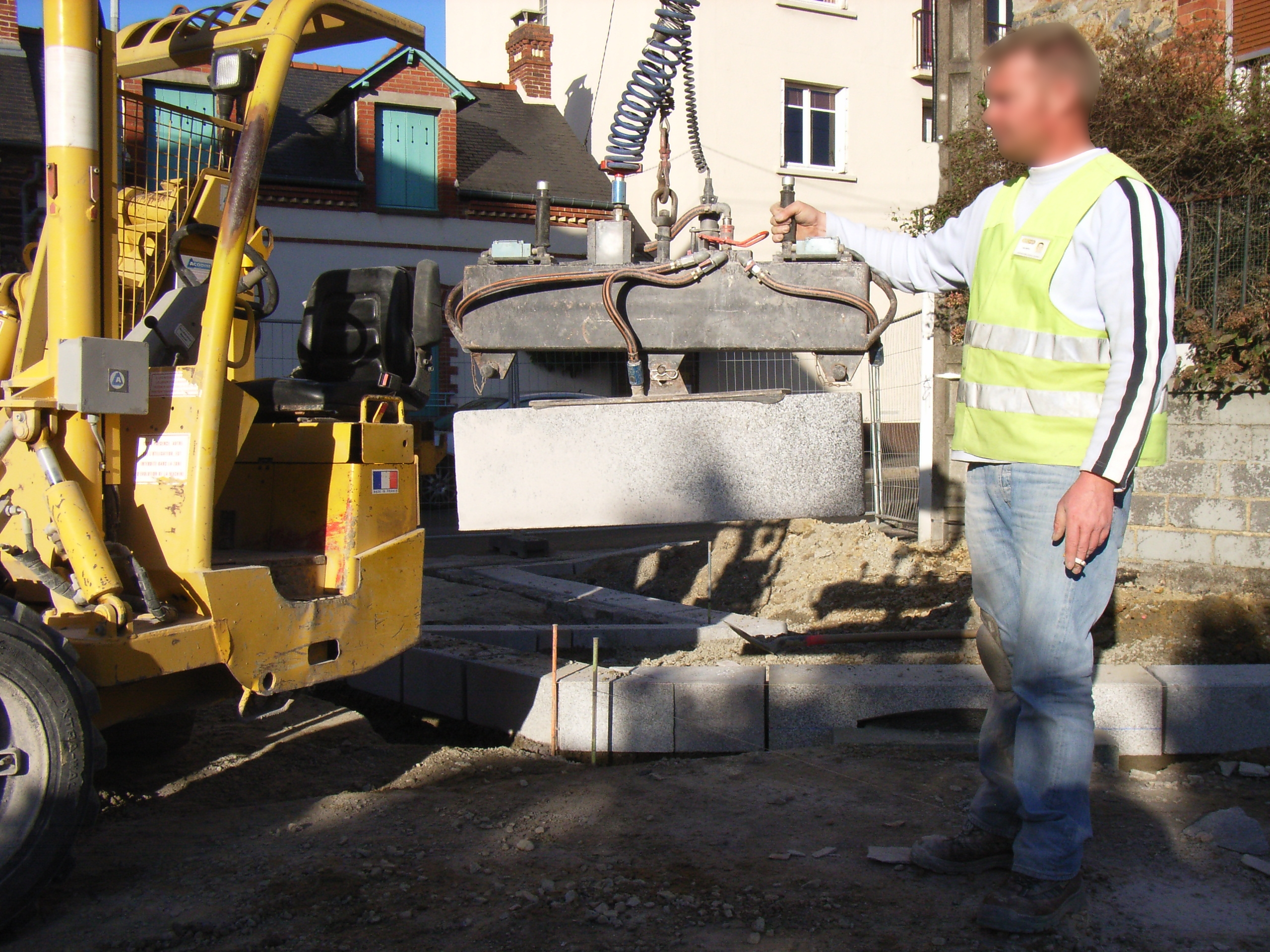
Utilisation d'une ventouse mécanisée pour le soulèvement d'une bordure de trottoir en granite.

Dans un environnement professionnel, une ventouse permet de porter des charges, éventuellement lourdes. Les systèmes à ventouse peuvent alors soulever bobines, cartons, panneaux, baies vitrées, sacs, par exemple pour palettiser ou dépalettiser. Ces ventouses manipulatrices rendent plus aisée et plus rapide la tâche des équipes. Elles contribuent par là même à réduire les risques professionnels, et en particulier le risque de troubles musculosquelettiques. L'image de gauche montre l'utilisation d'une ventouse mécanisée pour la manutention de bordures de trottoir.

## Résistance

Par la physique statistique on peut démontrer que l'adhésion sur une ventouse provient des collisions des molécules de l'air extérieur avec sa surface.

Lorsqu’une ventouse est appliquée sur un substrat solide, on chasse presque tout l’air. Lorsqu’on augmente le volume interne de la ventouse en tirant dessus, sa pression interne diminue. La force exercée en tirant est égale au produit de la surface de contact par la différence de pression entre l’intérieur et l’extérieur.  En continuant à tirer, le volume interne augmente fortement et la pression à l’intérieur devient négligeable. La différence de pression entre l'état au repos et l'état "un peu tiré" est alors quasiment constante et égale à la pression atmosphérique. La force reste donc constante.  En bref, si la ventouse résiste, c'est parce qu'en tirant, on lutte contre la pression atmosphérique. Plus précisément, la déformation élastique du matériau de la ventouse contribue également à la force. Celle-ci n'est donc pas rigoureusement constante.  
À la limite lorsqu'on tire suffisamment fort, la déformation de la ventouse permet à l'air d'entrer. La force tombe alors immédiatement puisqu'il n'y a plus de différence de pression entre l'intérieur et l'extérieur.

## Exemple chiffré
Soit une surface de 2 cm de diamètre.  La formule est Force = Surface X Pression.
Donc Force = (0,01 m2) X Pi X 100 000 Pa = environ 130 newtons.

## Sonorité
Lorsque l'air entre, le brusque déplacement d’air, et l’onde de pression associée, créent le son entendu, comme lors de l'ouverture, par retrait du bouchon, d’une bouteille de vin. Le même son « plop » existe lors du décollement d'un adhésif, comme l'ont montré des chercheurs travaillant sur le décollement de liquides visqueux, : il existe un véritable effet ventouse dans les adhésifs.